# نشا (الدقهلية)
قرية نشا هي إحدى القرى التابعة لمركز نبروه في محافظة الدقهلية في جمهورية مصر العربية. حسب إحصاءات سنة 2006، بلغ إجمالي السكان في نشا 22078 نسمة، منهم 11343 رجل و10735 امرأة. من أعلامها الإمام كمال الدين النشائي ووزير الثقافة السابق عماد أبو غازي.

## التاريخ
قرية نشا من القرى القديمة، واسمها الأصلي وقت الفتح الإسلامي لمصر نسات (بالإنجليزية: Nsat)‏، وقد وردت باسم نشا في أعمال الغربية ضمن قرى الروك الصلاحي التي أحصاها ابن مماتي في كتاب قوانين الدواوين، كما وردت باسم نشا في أعمال الغربية ضمن قرى الروك الناصري التي أحصاها ابن الجيعان في كتاب «التحفة السنية بأسماء البلاد المصرية». وفي العصر العثماني كان اسمها في تربيع سنة 933هـ/1527م الذي أجراه الوالي العثماني سليمان باشا الخادم في عصر السلطان العثماني سليمان القانوني نشا ضمن قرى ولاية الغربية، وفي تاريخ 1228هـ/1813م الذي عدّ قرى مصر بعد المسح الذي قام به محمد علي باشا باسم نشا ضمن قرى مديرية الغربية.